# Khu Hounslow của Luân Đôn
Khu Hounslow của Luân Đôn (tiếng Anh: London Borough of Hounslow) là một khu tự quản Luân Đôn nằm ở phía tây Luân Đôn, Anh. Khu tự quản nằm ở vùng rìa Đại Luân Đôn và nằm trên bờ Middlesex của sông Thames, với vị trí là điểm dừng đầu tiên trên tuyến đường quan trọng đến Southampton, Bath, Bristol và Exeter.
Hounslow phát triển nhanh chóng vào nửa sau thế kỷ 20 chủ yếu từ những du khách. Lúc này, khu vực chỉ dựa vào mối liên hệ với sân bay Heathrow. Khi tuyến đường lớn về phía tây chạy ngang, mang đến cùng lúc cơ hội cho Hounslow mọc lên những nhà máy tên tuổi trên thế giới, bao gồm Firestone, Gillette, Coty. Từ đó, khu vực nổi tiếng với tên gọi "Golden Mile". Một vài khu đất nhà máy vẫn còn đến nay.